# Nyctosia poicilonotus
Nyctosia poicilonotus är en fjärilsart som beskrevs av Dyar 1912. Nyctosia poicilonotus ingår i släktet Nyctosia och familjen björnspinnare. Inga underarter finns listade i Catalogue of Life.